# بلانکا آرس
بلانکا آرس (اسپانیایی: Blanca Ares‎؛ زادهٔ ۳۰ دسامبر ۱۹۷۰) بازیکن بسکتبال زن اهل اسپانیا بود.
وی در مسابقات کشوری و بین‌المللی در مجموع برندهٔ ۱ مدال طلا شده‌است.